# Csillaghajó
A csillaghajó (angolul: star class) kétszemélyes, tőkesúlyos vitorlás versenyhajó, 1932 óta olimpiai hajóosztály. Osztályjelzése ötágú piros csillag.
A típus történetének több mint 100 éve alatt számos jelentős változtatáson esett át. Az első Star-ok még gaffos rudazattal, a hajótesten túlnyúló bummal rendelkeztek és természetesen fából készültek. Jelenleg korszerű szlúp formában, marconi vitorlákkal (nagyvitorla 20,5 m², orrvitorla: 7,5 m²) épül, a hajótest üvegszál/műgyanta kompozit, bőszeles vitorlája nincs. A hajótest formája a kezdetektől fogva változatlan. A 400 kg tömegű tőkesúly és a hosszú, karcsú test igen jó cirkálótulajdonságokat biztosít. Máig az egyik legnépszerűbb versenyosztály. A fordulékony hajó és a nagy mezőnyök miatt taktikus, látványos versenyeket futnak. Magyarországon is igen népszerű típus volt, fénykora az 1960-as évekre tehető. Ebben az időben számos (még fából készült) hajó is épült itthoni műhelyekben. Az 1970-es évektől kezdődően az osztály Magyarországon a technikai változások és a sportvezetői támogatás hiánya miatt hanyatlásnak indult, az ezredfordulótól azonban újabb növekedés tapasztalható.
Hazánkban az egyik olyan hajó, amelyik a vitorlás berkeken kívül is jól ismert, köszönhetően a Bujtor István rendezte Ötvös Csöpi sorozatnak. Bujtor István maga is jónevű Star versenyző volt, és a hajó mindegyik filmjében feltűnik, a Pogány Madonnában több versenyjelenet is van.
Star hajóosztály olimpiai bajnokai és magyar eredményei:
- 1936 Kiel: Bischoff GER
- 1948 Torquay: H Smart USA
- 1952 Helsinki: Straulino ITA
- 1956 Melbourne: H.P. Williams; L.E. Low USA
- 1960 Nápoly: T. Pineguin	F. Shutkov	SZU; 12. Telegdy István, Justasi István
- 1964 Tokió: D. Knowles	Cecil G. Cooke BAHAMA
- 1968 Acapulco: Lowell North	Peter Barrett USA 13. Tolnay Kálmán, Farkas László
- 1972 Kiel: David Forbes	John Anderson AUS 8. Gosztonyi András, Holovits György
- 1976 Ezen az olimpián nem szerepelt a Star osztály.
- 1980 Tallinn: V. Mankin	A. Muzychenko SZU; 10. Holovits György, Holovits Tamás
- 1984 Los Angeles: Bill Buchan	Steve Erickson USA
- 1988 Pusan: M. McIntyre	P. Bryn Valle GB
- 1992 Barcelona: Mark Reynolds	Hal Haenel USA 22. Tenke Tibor, Nagy Ferenc
- 1996 Savannah: Torben Grael	M. Ferreira BRA; 18. Haranghy Csaba, Komm András
- 2000 Sidney: Mark Reynolds	Magnus Liljedahl USA
- 2004 Athén: Torben Grael  Marcelo Ferreira BRA